# Pk test
Il PK test (chiamato anche  Prausnitz Küstner test oppure reazione di Prausnitz Küstner) è un test immunologico molto utilizzato in passato dai medici per determinare se un paziente aveva una reazione allergica ad un antigene specifico.
Il test negli ultimi anni è stato sostituito dal più sicuro prick test cutaneo.
Il PK test implicava l'inoculazione di una piccola quota di siero dal soggetto in esame ad una persona sana.
Questa modalità implica il rischio di trasmissione per via ematica di malattie come l'epatite B e C, il morbo di Creutzfeldt-Jakob, l'AIDS, ed altre ancora, motivo per cui il test non è più raccomandato.
Il test costituiva una sorta di reazione per verificare la presenza di ipersensibilità immediata nell'uomo.
Una piccola quantità di siero di un individuo atopico veniva iniettata per via intradermica in un soggetto normale.

Il soggetto normale 24-48 ore dopo l'inoculo veniva messo a contatto, sempre per via intradermica, con l'antigene sospettato di provocare la reazione di ipersensibilità immediata nell'individuo atopico.

## Storia
Nel 1921 Otto Prausnitz e Heinz Küstner, dell'Università di Breslavia, scoprirono la possibilità di trasferire una allergia tramite l'inoculazione di siero sotto la cute di un soggetto normale.
I due studiosi testarono il test su loro stessi. Carl W. Heinz Küstner era allergico al pesce mentre Prausnitz lo era al polline. Prausnitz si iniettò il siero di Küstners nella pelle della regione addominale.
Dopo aver mangiato del pesce la pelle di Prausnitz divenne calda, rossa e gonfia nel sito di iniezione del siero, confermando così l'ipotesi che Küstner fosse allergico al pesce.
Questo esperimento dimostrò per la prima volta l'esistenza di anticorpi trasmissibili che potevano essere utilizzati per sensibilizzare la cute. Nel 1925 Coca e Grove chiamarono reagine questo tipo di anticorpi e nel 1967 le stesse furono identificate da K. e T. Ishizaka come anticorpi di tipo IgE.

## Procedura
Il siero del paziente affetto da atopia, sospettato di contenere anticorpi IgE, è prelevato dal paziente.
Questo siero viene iniettato per via intradermica in un soggetto non-allergico. Gli antigeni sospetti vengono poi inoculati sempre per via intradermica nel soggetto non-allergico a distanza di 24-48 ore.
Se la persona sospettata di essere allergica ha gli anticorpi per un determinato antigene, questo causerà una reazione locale nel soggetto non-allergico allorché gli anticorpi precedentemente iniettati localmente sottocute reagiscono con l'antigene. Ciò dimostra una reazione di ipersensibilità di tipo I, e la reazione allergica all'antigene che è stato iniettato può essere confermata se il paziente viene sottoposto ad ulteriori analisi. Un test PK positivo in genere appare come un livido caldo.

## Test di PK inverso
Un test di Prausnitz-Küstner inverso si verifica allorché gli anticorpi (IgE) vengono inoculati nella cute di una persona che ha già in sé l'antigene specifico.
Analogamente la comparsa di un livido caldo dimostra l'avvenuta reazione di Prausnitz-Küstner inversa.